# Инталия
Инталия (от италиански: intaglio – (каменна) резба) е разновидност на гемите, бижу или украшение.
Изработва се с техника на вдлъбнат релеф върху скъпоценни или полускъпоценни камъни или върху стъкло. Представлява противоположност на камеята, която се изработва с помощта на техниката на изпъкнал релеф.
Техниката инталия често се използва за изготвяне на печати, чиито отпечатък изглеждат изпъкнал. Следователно много печатни пръстени са били направяни с помощта на техниката инталия.
|  | Тази страница частично или изцяло представлява превод на страницата „Инталия“ в Уикипедия на руски. Оригиналният текст, както и този превод, са защитени от Лиценза „Криейтив Комънс – Признание – Споделяне на споделеното“, а за съдържание, създадено преди юни 2009 година – от Лиценза за свободна документация на ГНУ. Прегледайте историята на редакциите на оригиналната страница, както и на преводната страница, за да видите списъка на съавторите. ВАЖНО: Този шаблон се отнася единствено до авторските права върху съдържанието на статията. Добавянето му не отменя изискването да се посочват конкретни източници на твърденията, които да бъдат благонадеждни. |